# Psacalium calvum
Psacalium calvum là một loài thực vật có hoa trong họ Cúc. Loài này được (Brandegee) Pippen miêu tả khoa học đầu tiên năm 1968.